# Pleasanton (Kalifornia)
Pleasanton város az USA Kalifornia államában, Alameda megyében. Lakosainak száma 79 871 fő (2020. április 1.).

## Népesség
A település népességének változása:

| 2010 | 70 285 |
| 2020 | 79 871 |